# NGC 6575
NGC 6575 is een elliptisch sterrenstelsel in het sterrenbeeld Hercules. Het hemelobject werd op 1 juli 1880 ontdekt door de Franse astronoom Édouard Jean-Marie Stephan.

## Synoniemen
- UGC 11138
- MCG 5-43-6
- ZWG 172.9
- KCPG 530B
- PGC 61506